# CFR BAD
Societatea Comercială CFR Baza de Aprovizionare și Desfacere (SC CFR BAD),  este o companie deținută de Statul Român, cu sediul în comuna Chitila.
Obiectul de activitate al companiei este comerțul intern și import export, aprovizionare cu materii prime, materiale, piese de schimb, utilaje, instalații, echipamente, expediții de mesagerie, coletărie, containere și vagoane.
CFR BAD a fost înființată în august 2001, prin desprinderea din CFR.